# Kalibagor (Situbondo)
Kalibagor is een bestuurslaag in het regentschap Situbondo van de provincie Oost-Java, Indonesië. Kalibagor telt 3027 inwoners (volkstelling 2010).